# Lípy svobody (Březiněves)
Lípy svobody v Březiněvsi v Praze byly zasazeny v centru obce na návsi před čp. 10 poblíž bývalého křižovnického dvora. Z návsi později vznikl park s ulicí U Parku, kde se nachází úřad Městské části Praha-Březiněves a další městská vybavenost. Již zaniklý dům čp. 10 stál v místech nově postavené hasičské zbrojnice.

## Historie
Čtyři Lípy svobody byly vysazeny v květnu 1919 na připomínku vzniku Československé republiky. Výsadba proběhla za účasti všech zdejších občanů a spolků z okolních obcí. Při slavnosti přednesly dívky v národních krojích básně, zazněly proslovy a státní hymna a po obřadu se ve večerních hodinách konala v hostinci u Bečvářů taneční zábava.
V roce 1947 byla zaznamenána pouze jedna lípa, zbylé tři jsou uváděny jako uhynulé.

## Významné stromy v okolí
- Dub letní u parku v Březiněvsi
- Lípa republiky, u hasičské zbrojnice
- Lípa republiky, v Komunitním centru v ulici K Březince